# Christer Sturmark

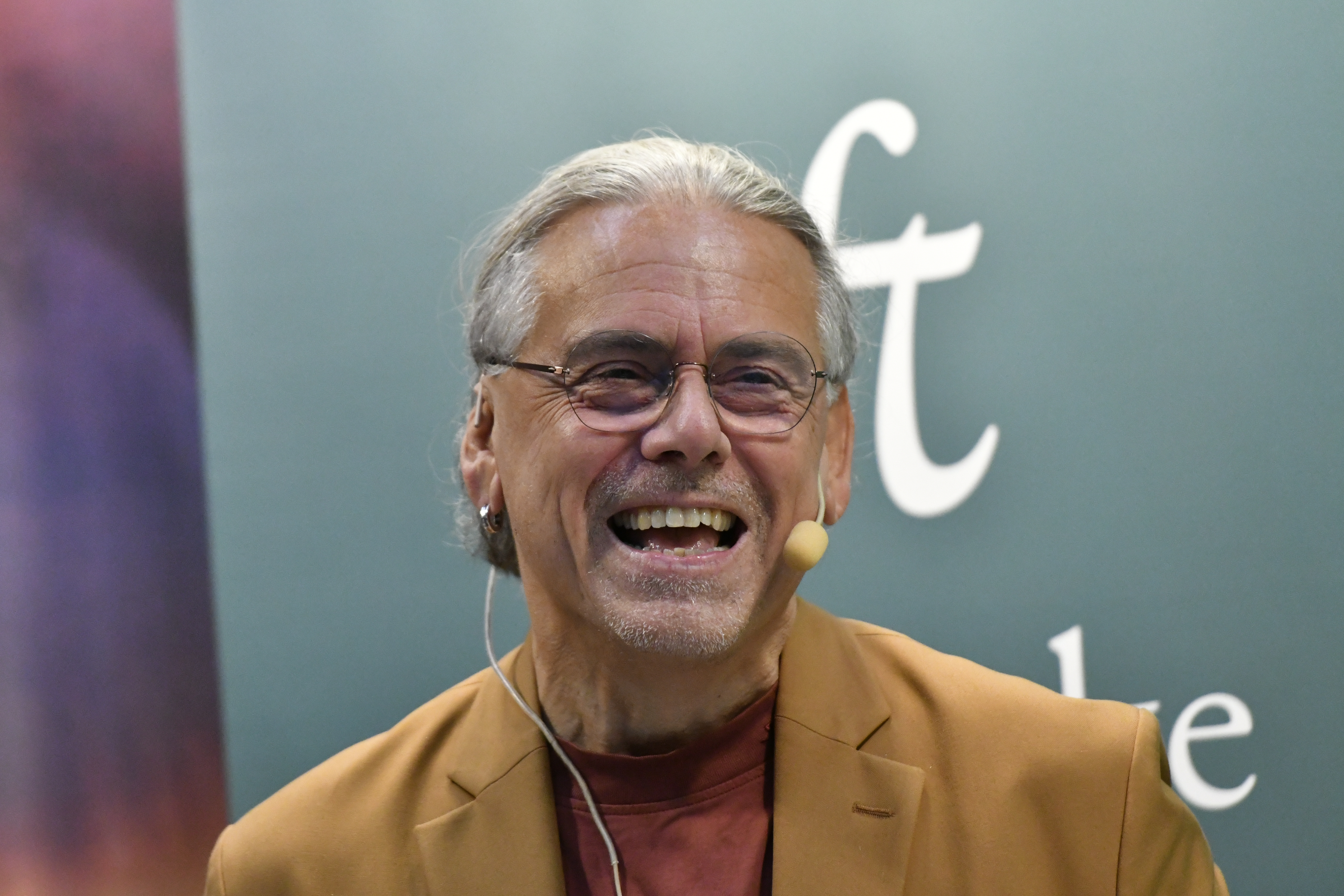
Christer Sturmark på bokmässan i Göteborg 2024.

Nils Gösta Christer Sturmark, född 7 september 1964 i Danderyds församling, Stockholms län, är en svensk författare, förläggare, debattör och tidigare IT-entreprenör. Mellan 2005 och 2018 var han ordförande för förbundet Humanisterna. Han är son till Marika Granerus och Gösta Sturmark, dotterson till Gösta Granerus.

## Karriär
Sturmark beskriver att han som barn hade ett starkt intresse för matematik, men under tonåren orienterade sig mot rockmusik och såg en framtid som musiker, vilket förändrades efter att han läst Douglas Hofstadters bok Gödel, Escher, Bach - Ett evigt gyllene band som fick honom att åter fatta intresse för teoretiska studier. Sturmark läste en masterutbildning i datavetenskap vid Uppsala universitet med målet att börja forska inom artificiell intelligens. Istället hoppade han av sista terminen för att bli entreprenör.
Under studietiden hade han arbetat extra med att lära ut datorprogram och år 1989 startade Sturmark datorutbildningsföretaget Datamedia som bland annat publicerade flera hundra böcker om program för persondatorer. Som mest hade företaget 60 anställda. När internet började få ett brett genomslag i Sverige i mitten på 1990-talet släppte Sturmark 1994 den första svenska boken om internet, Internet@Sverige (1996). År 1995 gick Datamedia i konkurs.
Under IT-boomen på under mitten och slutet av 1990-talet kom Sturmark att bli ett av ansiktena utåt som var närvarande i debatten. År 1996 startade han tillsammans med Jan Carlzon företaget Cell Network erbjöd konsultlösningar för den nya e-handeln. Senare startades även Cell Ventures, en affärskuvös som bland annat skapade Pricerunner. Cell Network expanderade och börsintroducerades 1999. Cell Ventures såldes efter ett par år till engelska New Media Spark. År 1999 lämnade Christer Sturmark bolaget efter meningsmotsättningar kring ledarskapet. Cell Network värderades i februari 2000 till nästan 20 miljarder kronor på börsen. Ungefär samtidigt, strax innan IT-bubblan sprack, sålde Sturmark sitt aktieinnehav för 110 miljoner kronor.
Parallellt med företagandet skrev han under denna period krönikor i Dagens Nyheter om det framväxande informationssamhället. Sturmark har haft ett antal politiskt tillsatta uppdrag. Mellan 1996 och 1998 var han medlem av regeringens IT-kommission, 1999 var han ordförande i en rådgivande tillväxtgrupp kring den nya ekonomin och mellan 2003 och 2004 ledde han regeringens IT-politiska strategigrupp. Han har också på uppdrag från Utrikesdepartementet gjort omfattande resor och föreläst om nätverkssamhället.
Sturmark kandiderade i riksdagsvalet 2006 för Folkpartiet liberalerna men blev inte invald.
Tillsammans med bland andra Björn Ulvaeus, Sven Hagströmer och Eva Ortmark startade Sturmark 2007 förlaget Fri Tanke. Mellan 2005 och 2018 var han ordförande för förbundet Humanisterna. År 2018 är han vd för bokförlaget Fri Tanke och chefredaktör för tidskriften Sans.

## Priser och utmärkelser
2024 - Hedeniuspriset